# Bradiancourt
Bradiancourt település Franciaországban, Seine-Maritime megyében. Lakosainak száma 222 fő (2022. január 1.). Bradiancourt Bosc-Mesnil, Fontaine-en-Bray, Massy, Neufbosc és Sainte-Geneviève községekkel határos.

## Népesség
A település népességének változása:
| Lakosok száma | 239  | 224  | 222  | 217  | 218  | 220  | 221  | 220  | 222  |
|               | 2013 | 2015 | 2016 | 2017 | 2018 | 2019 | 2020 | 2021 | 2022 |